# NGC 3021
NGC 3021是一個小型螺旋星系，在天球上位於小獅座。該星系距離地球約1億光年。該星系由威廉·赫歇爾發現於1785年12月7日。
1995年時在NGC 3021內發現Ia超新星SN 1995al，並且天文學家在該星系內也發現大量造父變星以進行哈伯常數量測。

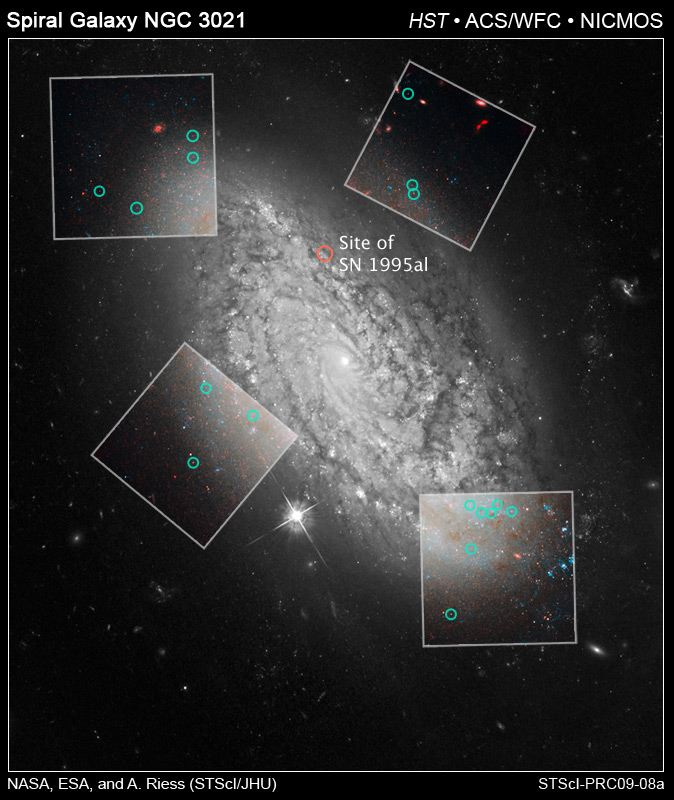
1995年在NGC 3021內發現超新星SN 1995al。